# Most Ždrelac
Most Ždrelac je 210metrový obloukový most spojující ostrovy Ugljan a Pašman v Chorvatsku. Ostrovy spojuje státní silnice D110. Původní most byl dokončen v roce 1972, rekonstrukce mostu byla dokončena v roce 2009. Rekonstrukce stála 17,17 milionu chorvatských kun a provedla ji společnosti Konstruktor sídlící ve Splitu.

## Galerie

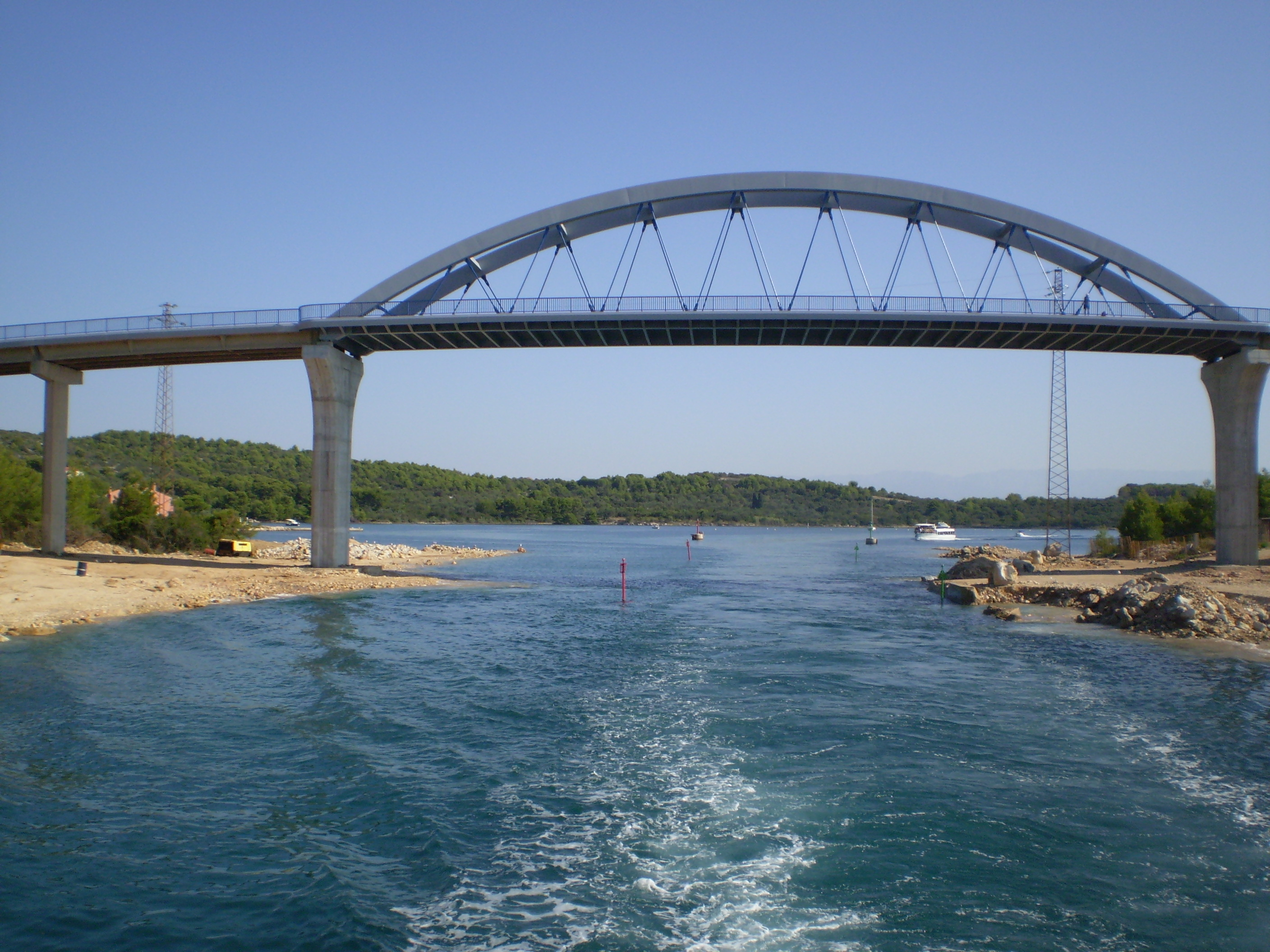
Most po rekonstrukci
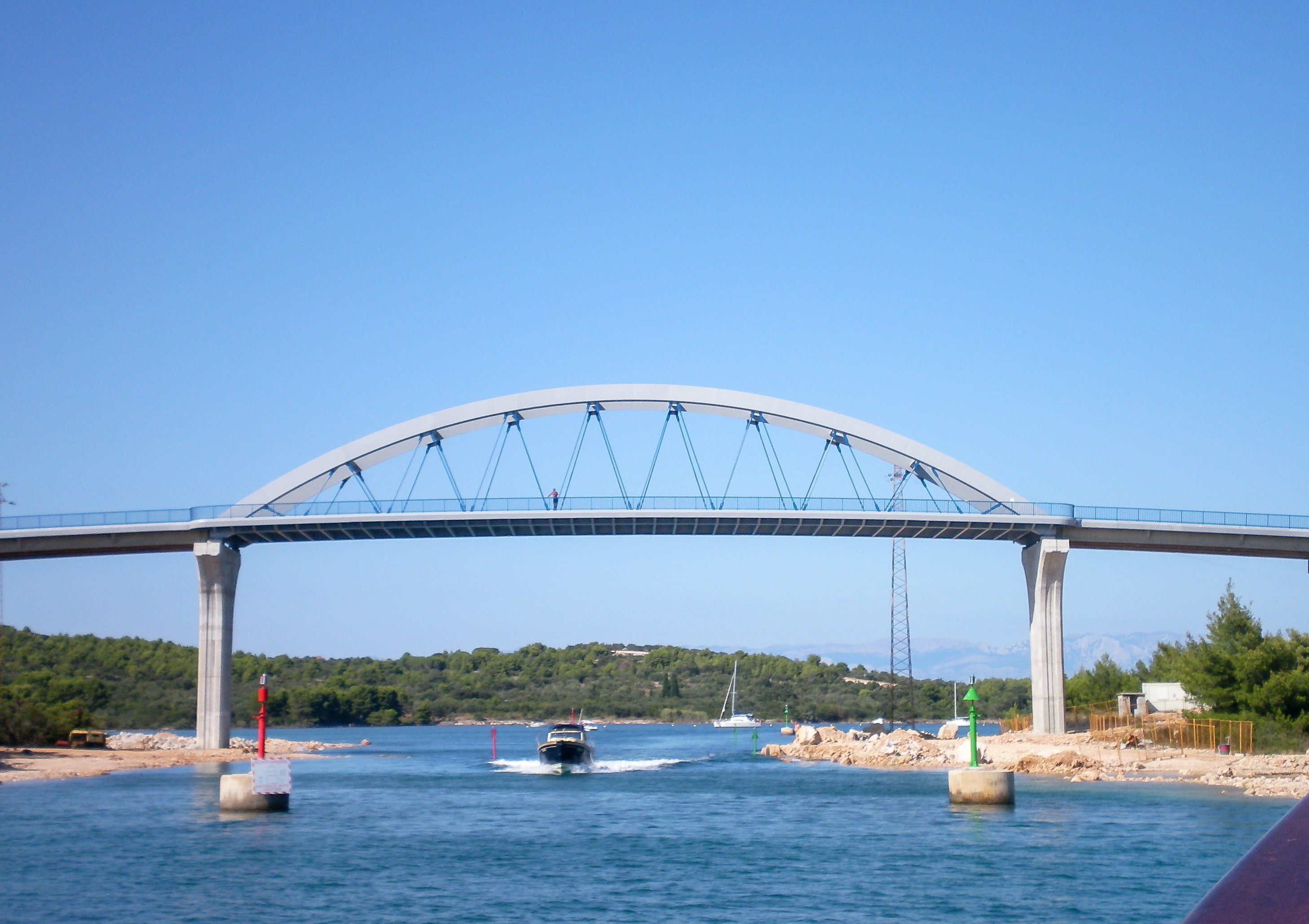
Most po rekonstrukci
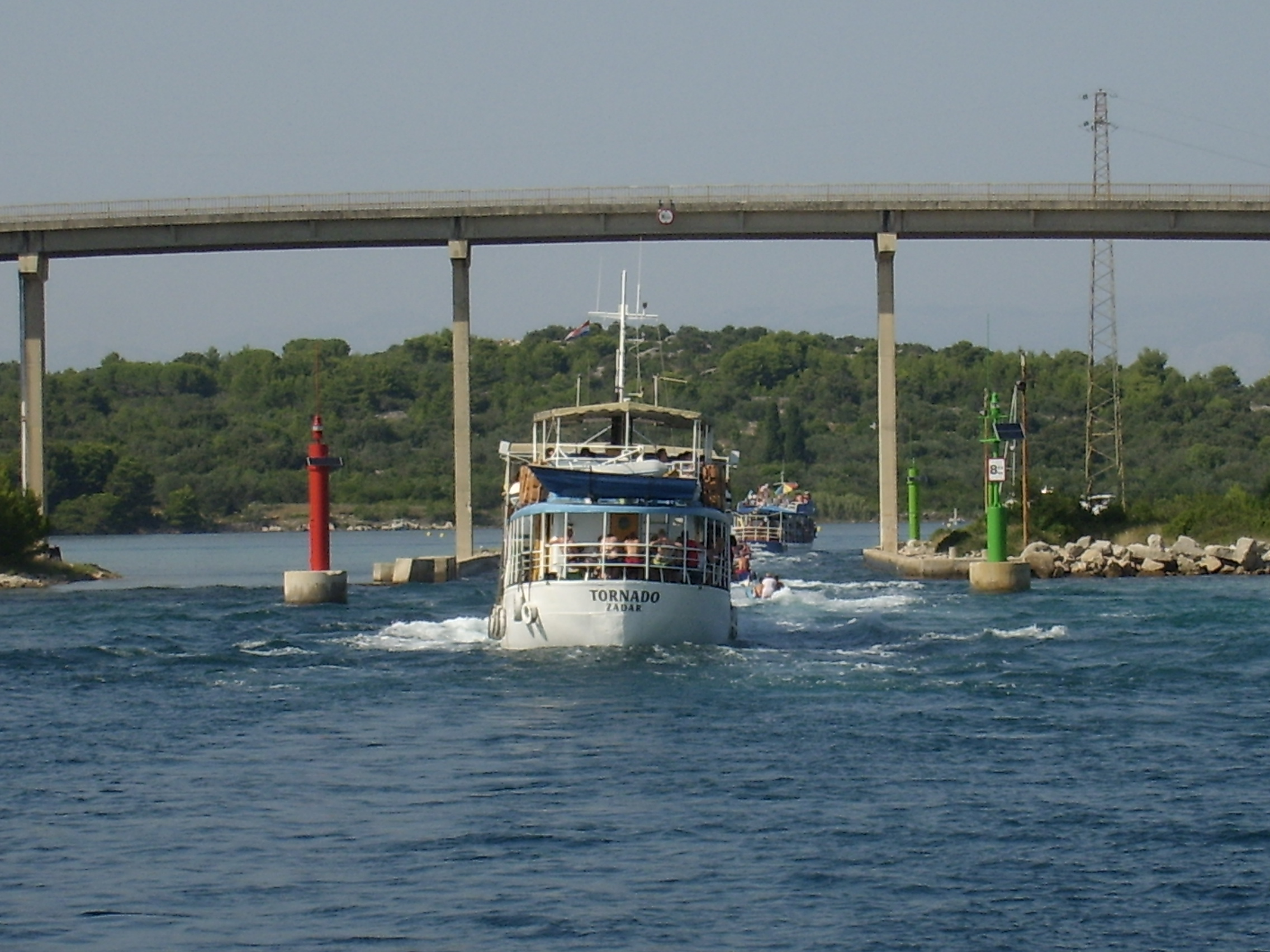
Most před rekonstrukcí
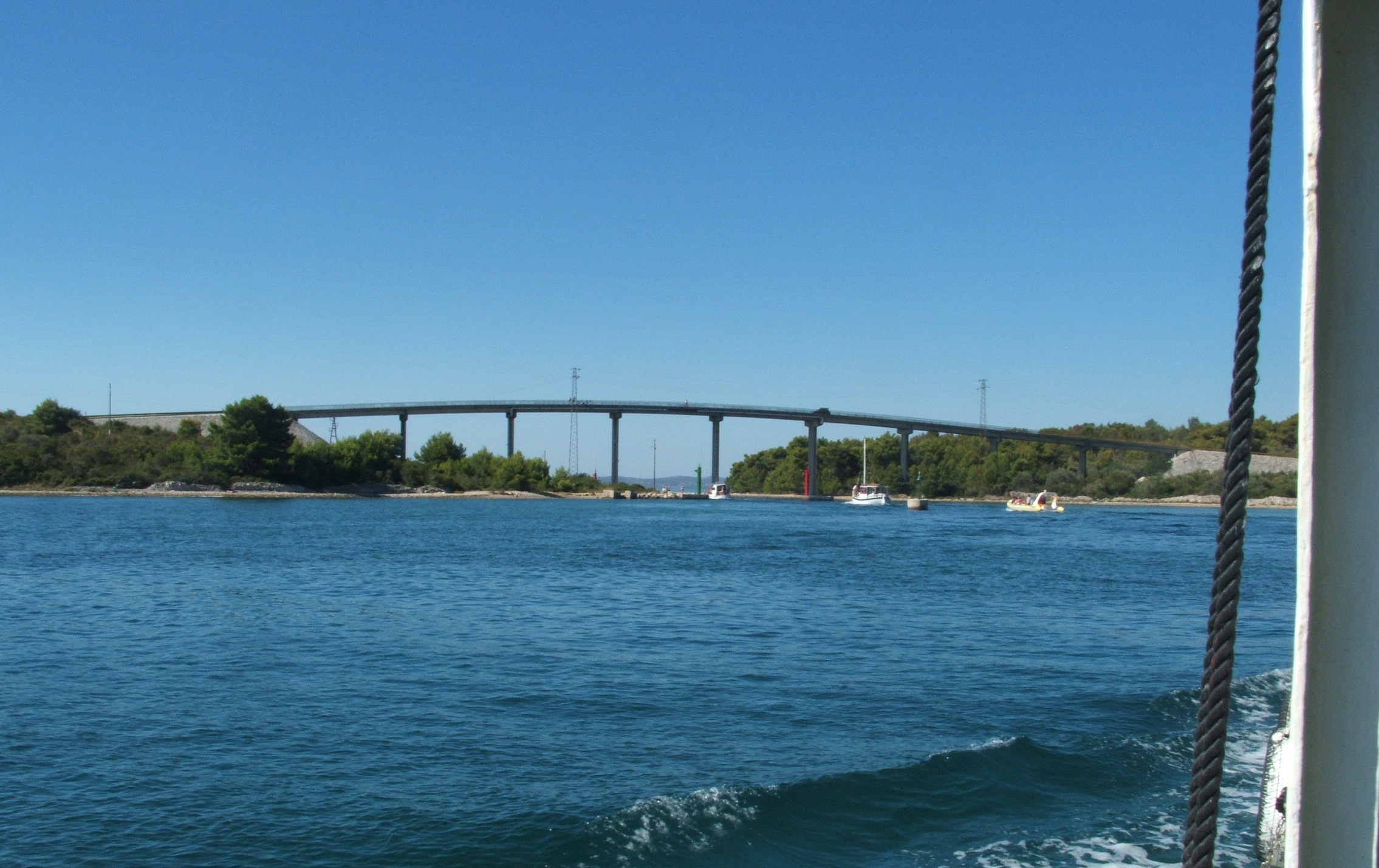
Most před rekonstrukcí